# Jonathan Brison
Jonathan Brison (ur. 7 lutego 1983 w Soissons) – francuski piłkarz występujący na pozycji pomocnika. Zawodnik klubu Chamois Niortais. Może występować na lewej pomocy, lewej obronie lub jako pomocnik defensywny.

## Kariera klubowa

### AS Nancy
Brison zawodową karierę rozpoczął w 2002 roku w drugoligowym klubie AS Nancy. W drugiej lidze francuskiej zadebiutował 11 września 2002 w przegranym 1:3 meczu z Clermont Foot. 17 stycznia 2004 w wygranym 2:0 spotkaniu z LB Châteauroux Brison strzelił pierwszego gola w trakcie gry w drugiej lidze francuskiej. W 2005 roku awansował z klubem do Ligue 1. W tych rozgrywkach pierwszy mecz zaliczył 6 sierpnia 2005 przeciwko Girondins Bordeaux (0:1). 11 stycznia 2006 w wygranym 2:1 pojedynku z RC Lens zdobył pierwszą bramkę w Ligue 1. W 2006 roku zdobył z zespołem Puchar Ligi Francuskiej.

### AS Saint-Étienne
W styczniu 2012 przeszedł do zespołu AS Saint-Étienne, z którym podpisał kontrakt na 3,5 roku. W 2016 roku odszedł do Chamois Niortais z Ligue 2.

### Statystyki klubowe
| Sezon   | Klub                | Kraj    | Rozgrywki | Mecze | Bramki | Rozgrywki Europy | Mecze | Bramki |
| ------- | ------------------- | ------- | --------- | ----- | ------ | ---------------- | ----- | ------ |
| 2002/03 | AS Nancy            | Francja | Ligue 2   | 4     | 0      | –                | –     | –      |
| 2003/04 | AS Nancy            | Francja | Ligue 2   | 26    | 1      | –                | –     | –      |
| 2004/05 | AS Nancy            | Francja | Ligue 2   | 31    | 3      | –                | –     | –      |
| 2005/06 | AS Nancy            | Francja | Ligue 1   | 30    | 3      | –                | –     | –      |
| 2006/07 | AS Nancy            | Francja | Ligue 1   | 20    | 1      | Liga Europy UEFA | 4     | 0      |
| 2007/08 | AS Nancy            | Francja | Ligue 1   | 26    | 2      | –                | –     | –      |
| 2008/09 | AS Nancy            | Francja | Ligue 1   | 34    | 2      | Liga Europy UEFA | 5     | 0      |
| 2009/10 | AS Nancy            | Francja | Ligue 1   | 26    | 2      | –                | –     | –      |
| 2010/11 | AS Nancy            | Francja | Ligue 1   | 34    | 0      | –                | –     | –      |
| 2011/12 | AS Nancy            | Francja | Ligue 1   | 10    | 0      | –                | –     | –      |
| 2011/12 | AS Saint-Étienne    | Francja | Ligue 1   | 4     | 0      | –                | –     | –      |
| 2012/13 | AS Saint-Étienne    | Francja | Ligue 1   | 24    | 0      | –                | –     | –      |
| 2013/14 | AS Saint-Étienne    | Francja | Ligue 1   | 17    | 0      | Liga Europy UEFA | 3     | 0      |
| 2014/15 | AS Saint-Étienne    | Francja | Ligue 1   | 18    | 1      | Liga Europy UEFA | 4     | 0      |
| 2015/16 | AS Saint-Étienne    | Francja | Ligue 1   | 7     | 0      | Liga Europy UEFA | 4     | 0      |
| 2016/17 | Chamois Niortais FC | Francja | Ligue 2   | 7     | 0      | –                | –     | –      |
| 2017/18 | Chamois Niortais FC | Francja | Ligue 2   | 21    | 0      | –                | –     | –      |

Stan na: koniec sezonu 2017/2018